# برج ملمرطة
برج ملمرطة هو برج بوابة [الإنجليزية]
 لجدار أقسرطة [الإنجليزية]

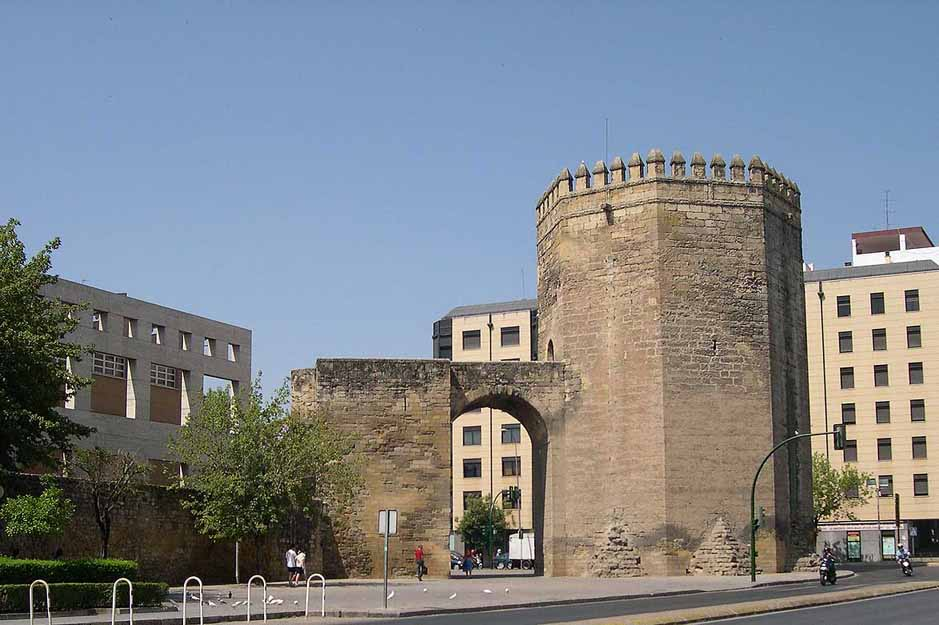
برج ملمرطة.

، بُني على أنقاض برج أندلسي، يقع اليوم في قرطبة بإسبانيا.
بُني برج البراني هذا في عامي 1406 و1408، بأمر من الملك هنري الثالث ملك قشتالة، فوق بناء موحدي قائم مسبقًا، للدفاع عن بوابات رينكون وكولودرو. وفي وقت لاحق تم استخدامه أيضًا كسجن للنبلاء.
يتمتع البرج بتصميم مثمن الشكل ويحتوي على قوس ملحق.
يشير الاسم، الذي يعني "برج المرأة الميتة خطأً"، إلى امرأة إسبانية قُتلت هنا على يد زوجها، وفقًا للأسطورة القشتالية، بعد اتهامها زورًا بالزنا.

## روابط خارجية
1. 1 2  "Catalog of Protected Heritage of the Historic Centre of Córdoba" (PDF) (بالإسبانية). Retrieved 2024-04-09.{{استشهاد ويب}}:  صيانة الاستشهاد: لغة غير مدعومة (link)
2. 1 2 3 4  مذكور في: Digital Guide to the Cultural Heritage of Andalusia. معرف المباني التراثية في الأندلس: i873. الوصول: يوليو 2020. لغة العمل أو لغة الاسم: الإسبانية.